# Acquaviva delle Fonti
Acquaviva delle Fonti es una localidad italiana de la provincia de Bari, región de Puglia, con 21.243 habitantes.

## Evolución demográfica
| Gráfica de evolución demográfica de Acquaviva delle Fonti entre 1861 y 2001 |
|                                                                             |
| Fuente ISTAT - elaboración gráfica de Wikipedia                             |